# Bourkesittich
Der Bourkesittich oder auch Rosenbauchsittich (Neopsephotus bourkii, früher Neophema bourkii) ist eine Vogelart aus der Ordnung der Papageien (Psittaciformes). Sein natürlicher Lebensraum ist der innere Landesteil Australiens. Er wird etwa 19 bis 22 Zentimeter groß und 30 bis 50 Gramm schwer. Entdeckt wurde er 1835 von Sir Thomas L. Mitchell, John Gould beschrieb ihn 1841 erstmals. Benannt wurde er nach General Sir Richard Bourke, der von 1831 bis 1837 als Gouverneur von New South Wales wirkte.
Der Bourkesittich wurde früher der Gattung Neophema (Grassittiche) zugerechnet, dann jedoch in eine eigene Gattung Neopsephotus neu klassifiziert, die derzeit mit N. bourkii nur eine Art umfasst.

## Erscheinungsbild und Körperbau
Bourkesittiche werden etwa 19 bis 22 Zentimeter groß und erreichen ein Gewicht von etwa 30 bis 50 Gramm. Männliche Tiere sind an der Oberseite rotbraun und an der Brust sowie am Bauch rosa bis bräunlich gefärbt. Die Stirn, die Schultern, die Flügel und die Schwanzfedern weisen eine blaue bis graue Färbung auf. Die Farbgebung der Weibchen ist meist weniger intensiv als die der Männchen. Darüber hinaus fehlt ihnen die Blaufärbung an der Stirn. Kopf und Schnabel sind bei den Weibchen meist kleiner als bei Männchen. Jungvögel ähneln in ihrer Farbgebung den Weibchen. Die Augen sind, gemessen an der Körpergröße, vergleichsweise groß.

## Verbreitung und Lebensweise

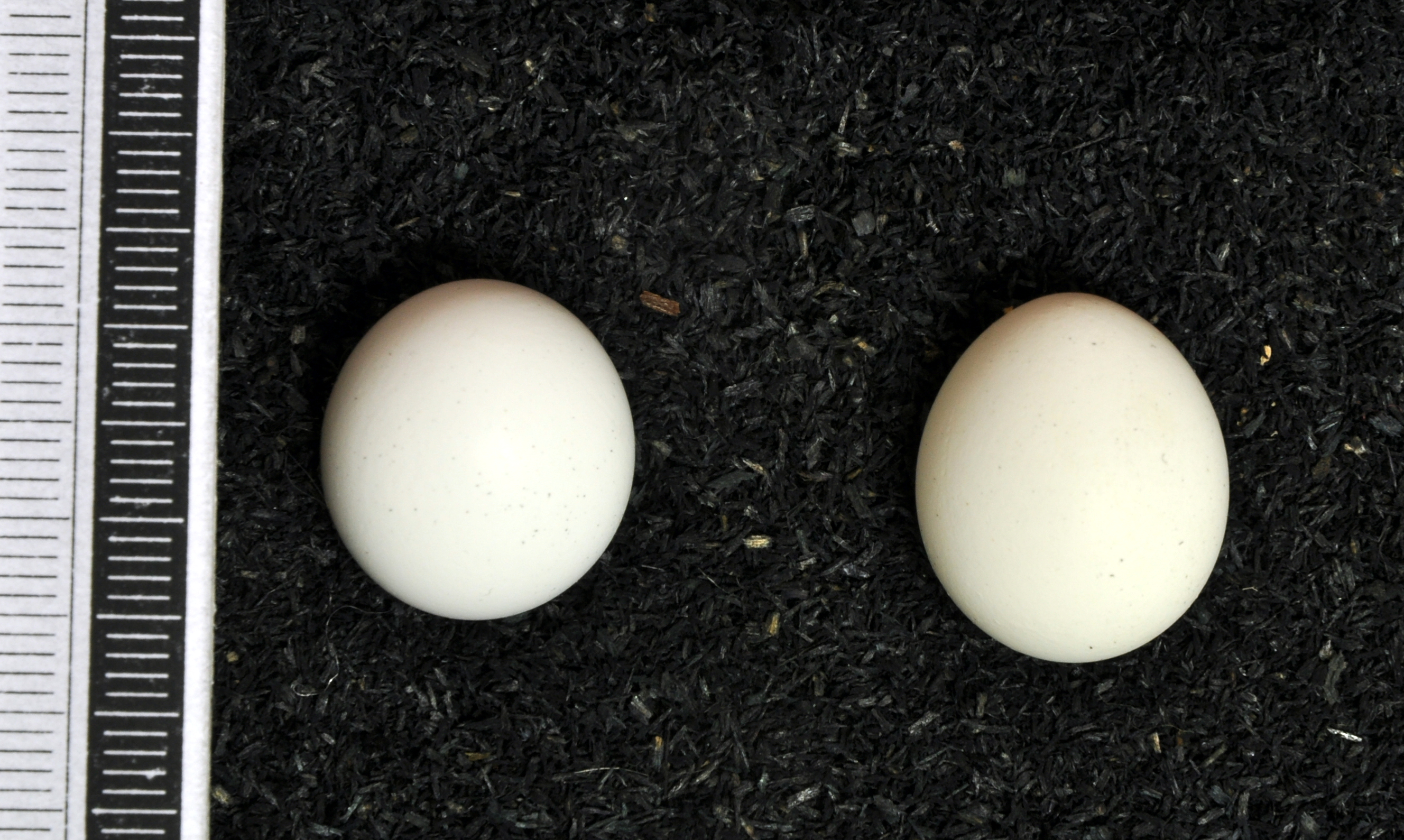
Gelege, Sammlung Museum Wiesbaden

Angestammter Lebensraum der Bourkesittiche ist die trockene, mit Akazien bewachsene, Strauchsteppe im Binnenland Australiens. Bourkesittiche halten sich vorwiegend am Boden auf, da ihre Nahrung hauptsächlich aus Pflanzensamen und Gras besteht.
Bourkesittiche leben paarweise oder in Gruppen von etwa 20 bis 30 Tieren, in der Trockenzeit aber gelegentlich auch in größeren Schwärmen bis etwa 100 Vögel. Die Tiere sind dämmerungsaktiv, also bevorzugt am frühen Morgen oder am Abend aktiv. Sie leben nomadisch und folgen dabei hauptsächlich dem Nahrungsangebot.
Sie sind Höhlenbrüter, ihre Brutzeit liegt zwischen August und Dezember. Das Gelege, das aus durchschnittlich drei bis sechs Eiern besteht, wird allein vom Weibchen bebrütet. Das Männchen übernimmt dabei die Fütterung des Weibchens. Die Brutdauer beträgt im Durchschnitt 18 Tage. Die Jungtiere sind nach etwa vier Wochen flugfähig und nach weiteren ein bis zwei Wochen selbstständig.
Die Lebenserwartung liegt bei etwa zehn bis zwölf Jahren.

## Haltung als Heimtiere

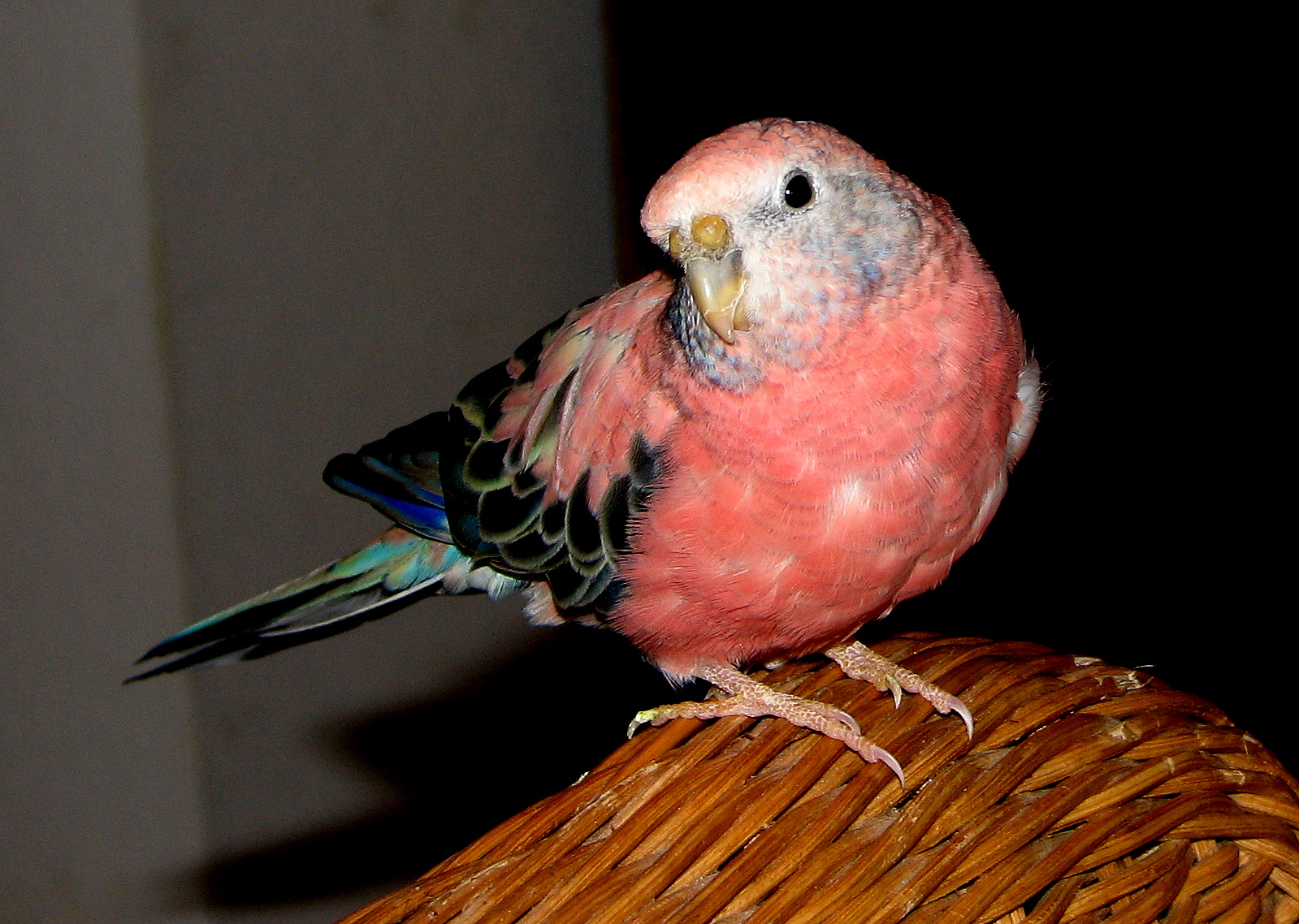
Bourkesittich

Die ersten lebenden Exemplare kamen im Jahr 1867 nach Europa und wurden im Londoner Zoo gezeigt. Erste Zuchterfolge gelangen zehn Jahre später in Belgien, 1880 in Deutschland und 1906 erstmals in England.
Bourkesittiche sind als Heimtiere vergleichsweise leicht zu halten, jedoch nicht so populär wie beispielsweise Wellensittiche oder Nymphensittiche. Sie wurden und werden zum Teil wegen ihrer Ähnlichkeit im Körperbau fälschlicherweise für rote Wellensittiche gehalten oder als solche verkauft. Auch gab es erfolglose Versuche, rote Wellensittiche durch Kreuzung mit Bourkesittichen zu züchten.
Für Unterbringung, Fütterung und sonstige Haltungsbedingungen gelten im Wesentlichen die gleichen Bedingungen wie für Wellen- oder Nymphensittiche. Bourkesittiche vertragen sich mit diesen Arten im Allgemeinen gut, so dass eine Vergesellschaftung bei ausreichendem Platzangebot kaum Probleme bereitet. Bei einer Haltung in der Wohnung und damit dem Kontakt zum Menschen sind ihre Dämmerungsaktivität sowie ihre Vorliebe für den Aufenthalt am Boden und die damit verbundenen Gefahren zu beachten.